# Marcel Quinet
Marcel Quinet (Binche, 6 juli 1915 - Sint-Lambrechts-Woluwe, 16 december 1986) was een Belgisch pianist, componist en muziekpedagoog.

## Levensloop

### Afkomst en studies
Quinet was de zoon van een musicus. Zijn vader, die al vlug het talent voor de muziek van zijn zoon inzag, schreef hem op jonge leeftijd in aan de muziekacademie van Binche. Daarna volgde hij nog les aan het Koninklijk Conservatorium van Bergen van Bergen en aan het Koninklijk Conservatorium van Brussel waar hij eerst in de klas van pianist Marcel Maas terechtkwam. Hij kreeg er les van onder meer Léon Jongen en behaalde er naast de onderscheiding voor piano nog onderscheidingen voor harmonieleer (1936), contrapunt (1937) en fuga (1938) en de virtuositeit piano (1943). Nadien specialiseerde hij zich in de compositie bij Jean Absil.
De lange studies werden in 1945 bekroond met de Belgische Prix de Rome die Quinet kreeg voor zijn cantate La Vague et le Sillon.

### Als muziekpedagoog
Al op zijn 24ste gaf Quinet muziekles: eerst aan de muziekacademie van Binche, daarna aan deze van Etterbeek. In 1943 werd Quinet benoemd tot docent piano aan het Koninklijk Conservatorium van Brussel. Daarbovenop werd hij in 1948 adjunct-docent harmonieleer en in 1959 docent fuga in Brussel.
In 1951 werd Quinet benoemd tot directeur van de muziekacademies van Sint-Joost-ten-Node en Schaarbeek. Aan de Muziekkapel Koningin Elisabeth werd hij in 1956 benoemd tot buitengewoon leraar en in 1968 tot gewoon leraar compositie.

### Als componist
In 1957 won Quinet de Tweede Prijs op de Koningin Elisabethwedstrijd voor compositie met Variations pour orchestre. Aan de wedstrijd namen 234 composities deel. Zijn naam als componist was meteen gemaakt. Hij schreef in 1964 het verplicht werk Piano Concerto n° 1 voor dezelfde wedstrijd voor piano die door Eugen Moguilevski werd gewonnen.
Quinet, die vooral sonates, balletten, concertos en symfonieën schreef, zag zijn composities gespeeld worden in Salzburg, Parijs, Lissabon, Londen, Genève en Straatsburg. In de jaren 1980 werd zijn werk eveneens in de Verenigde Staten en in Australië uitgevoerd. In 1985 werd zijn ballet Images in Cuba en in Nicaragua opgevoerd. Quinet schreef ook een opera, Les deux bavards, die in 1966 in première ging.

## Werk
De composities van Quinet lijken in stijl op die van Paul Hindemith maar onderscheidt zich door zijn helderheid en de afwezigheid van lyrische uitbundigheid. In zijn vroegere werken is de invloed van zijn leermeester Jean Absil duidelijk merkbaar maar vanaf het begin van de jaren 1950 kreeg hij wel een meer individuele stijl.
Zijn compositie Three Orchestral Pieces uit 1951 doet denken aan Franse muziek met een orkestratie die verwant is aan deze van Béla Bartók. Quinet gebruikte vaak bestaande modellen zoals de passacaglia of oude dansvormen. Zijn Variations is opgebouwd als een baroksuite en zijn ballet La nef des fous als een symfonie met een vlug hoofdthema afgewisseld met trage, expressieve passages.
Gaandeweg verwijderde Quinet zich van de tonale muziek.

## Oeuvre
- Le mirliton d'Irène op. 11, 1944, vocaal kwartet a capella
- Trois esquisses concertantes op. 12, 1946, viool en orkest/viool en piano
- Croquis op. 13, 1946, piano
- Sonate op. 13/bis, 1946, piano
- Trois chants de la potence op. 14, 1947, vocaal kwartet a capella
- Bourée op. 15, 1947, viool en piano
- Trio à cordes n°1 op. 16, 1948, viool, altviool, cello
- Quatre poèmes de Maurice Carême op. 17, 1948, vocaal kwartet a capella
- Impromptu I-II op. 18, 1948, piano
- Huit petites pièces op. 19, 1946, fluit, hobo, klarinet, hoorn en fagot
- Quintette op. 20, 1949, fluit, hobo, klarinet, hoorn en fagot
- Trois pièces op. 21, 1951, orkest
- Sonatine op. 22, 1952, viool en piano
- Quatre Hai Kai, 1953, middenstem en piano
- Sinfonietta op. 23, 1953, kamerorkest
- Passacaille op. 25, 1954, piano
- Quatre bluettes op. 26, 1954, viool, cello en piano
- Elégie, 1955, orkest
- Comptines op. 27, 1955, tweestemmig kinderkoor en piano/tweestemmig kinderkoor en orkest
- Arche de Noé op. 28, 1955, middenstem en piano
- Concerto n°1 op. 30, 1955, piano en orkest/2 piano's
- Sérénade op. 31, 1956, strijkorkest
- Variations op. 32, 1956, orkest
- Quatuor à clavier op. 33, 1957, viool, altviool, cello en piano
- Chansons pour rire op. 34, 1957, kinderkoor en orkest/kinderkoor en piano
- Divertimento op. 35, 1958, kamerorkest
- Quatuor à cordes op. 36, 1958, 2 violen, alt en cello
- Improvisations op. 37, 1958, piano
- Allegro de Concert op. 38, 1958, orkest
- Concertino, 1959, fluit, strijkers, celesta, harp/fluit en piano/hobo en orkest/hobo en piano
- Petite suite op. 40, 1959, 4 klarinetten
- Enfantines op. 40/bis, 1959, piano
- Concertino op. 41, 1960, houtblazerstrio (hobo, klarinet, fagot) en strijkers/houtblazerstrio en piano
- Symphonie op. 42, 1960, orkest
- Ballade op. 43, 1961, klarinet en piano/klarinet en kamerorkest
- Sonate à trois op. 44, 1961, trompet, hoorn en trombone
- Chanson de quatre saisons op. 45, 1961, middenstem en piano
- Toccata op. 46, 1961, piano
- Ballade op. 47, 1962, viool en blaaskwintet/viool en piano
- Etude n°6 op. 48, 1962, trommel en piano
- Hommage à Scarlatti op. 49, 1962, piano
- Concerto op. 50, 1963, altviool en orkest/altviool en piano
- Concerto n°2 op. 51, 1964, piano en orkest/2 piano's
- Quatuor op. 52, 1964, fluit, hobo, klarinet en fagot
- Cinq miniatures op. 53, 1964, piano vierhandig
- Monodie op. 53/bis, 1964, fluit
- Concerto grosso op. 54, 1964, 4 klarinetten en strijkers/4 klarinetten en piano
- Sonatine op. 55, 1965, viool en altviool
- Partita op. 56, 1965, piano
- Sonate op. 57, 1965, 2 violen en piano
- Les deux bavards op. 58, 1966, soli, blaaskwintet en piano
- Ballatella op. 59, 1966, trombone en piano/trompet in ut en piano/hoorn en piano
- Concerto n°3 op. 60, 1966, piano en strijkorkest/2 piano's
- Pochades op. 61, 1967, saxofoonkwartet
- Ouverture pour un festival op. 62, 1967, orkest
- Trio à anches op. 63, 1967, hobo, klarinet en fagot
- Sonate op. 64, 1968, fluit en piano
- Les caractères op. 64/bis, 1968, viool en altviool
- La Nef des fous op. 65, 1969, orkest
- Trio à cordes n°2 op. 66, 1969, viool, altviool, cello
- Trois préludes op. 67, 1970, piano
- Concertino op. 68, 1970, viool en klein strijkorkest
- Musique op. 69, 1971, strijkers en pauken
- Polyphonie op. 70, 1971, 8 blaasinstrumenten
- Lectio "Pro feria sexta" op. 71, 1972, soli, gemengd koor en orkest/vocaal kwartet en piano
- Esquisses symphoniques op. 72, 1973, orkest
- Mouvements op. 73, 1973, kamerorkest
- Novelettes op. 74, 1973, 2 piano's
- Gorgone op. 75, 1974, orkest
- Séquence op. 76, 1974, orkest
- Petites pièces faciles op. 77/1, 1974, piano
- Pour les enfants op. 77/2, 1974, piano
- Badineries op. 77/3, 1974, piano
- Tableautins op. 77/4, 1974, piano
- Diptyque op. 78, 1975, kamerorkest
- Dialogues op. 79, 1975, 2 piano's en kamerorkest
- Sonatine op. 79/bis, 1976, hobo en piano/klarinet in si b en piano
- Trois arabesques op. 81, 1976, piano
- Images op. 82, 1977, orkest
- Sonate en trio op. 83, 1977, fluit, cello en piano
- Caractères op. 85, 1978, orkest
- Sept Tanka op. 86, 1978, dubbel of driedubbel vocaal kwartet en piano
- Métamorphoses op. 87, 1979, orkest
- Cippe op. 88, 1979, kamerorkest
- Préludes op. 89, 1979, orkest
- Chromatismes op. 90, 1980, strijkers
- Six préludes op. 91, 1981, piano
- Concerto op. 92, 1981, pauken en orkest
- Terzetto op. 93, 1981, fluit, viool, klavecimbel
- Concerto grosso op. 94, 1982, 4 saxofoons en orkest
- Tercet op. 95, 1982, piano vierhandig
- Apprenez le solfège avec les grands maîtres, 1983, onderwijs en instrumentale muziek
- Duetto op. 96, 1983, fluit en klavecimbel
- Concerto op. 97, 1983, 2 piano's en orkest
- Alternances op. 98, 1984, klarinettenkwartet
- Mouvements perpétuels op. 99, 1984, piano
- Ebauches op. 100, 1984, 4 saxofoons
- Intermèdes et fuguette op. 101, 1985, piano
- Hommage à Maurice Ravel op. 102, 1985, vrouwenstem, fluit, cello en piano